# Wahnfried (Film)
Wahnfried ist ein deutsch-französischer Spielfilm aus dem Jahre 1986 von Peter Patzak über die symbiotische Beziehung zwischen Richard Wagner, verkörpert von Otto Sander, und seiner späteren Gattin Cosima, verehelichte von Bülow, gespielt von Tatja Seibt. Reinhard Baumgart schuf die Romanvorlage Bilder einer Ehe.

## Handlung
Geschildert wird, gleich einem ausladenden, bunten Bilderbogen anekdotischer Begebenheiten, die vielschichtige Beziehung zwischen dem berühmten Komponisten Richard Wagner und der Pianisten-Gattin Cosima von Bülow, die im Jahre 1868 am Vierwaldstätter See ihren stürmischen Anfang nimmt. Die durchaus turbulente Beziehung zweier stark geistesverwandter Seelen ist ebenso leidenschaftlich wie (zu ihrer Zeit) gesellschaftlich fragwürdig und gilt in jenen Jahren als ein Skandalon erster Güte, ist Cosima doch bereits mit dem Wagner-Schüler Hans von Bülow verehelicht. Der gesellschaftliche Tabubruch einer ehebrecherischen Beziehung lässt sich jedoch auf die Dauer kaum vor der Öffentlichkeit verbergen und wird daher als künstlerische Inspiration verbrämt.
Richard Wagner findet im Beisein Cosimas zu ungeahnten kompositorischen Höhenflügen, die sein Spätwerk stark beeinflussen soll. Cosima wiederum, eine uneheliche Tochter des Komponisten Franz Liszt, unterwirft sich komplett dem Genius des Meisters Wagner und findet darin große seelische Befriedigung. Schließlich wird der gesellschaftliche Druck zu groß, und Cosima, die vierfache Mutter, lässt sich von ihrem Gatten Hans scheiden, um die Ehefrau Wagners zu werden. Beide leben eine erfüllte Künstlersymbiose in seinem Haus Wahnfried, bis er 1883 stirbt. Cosima Wagner überlebt ihren Gatten um fast ein halbes Jahrhundert.

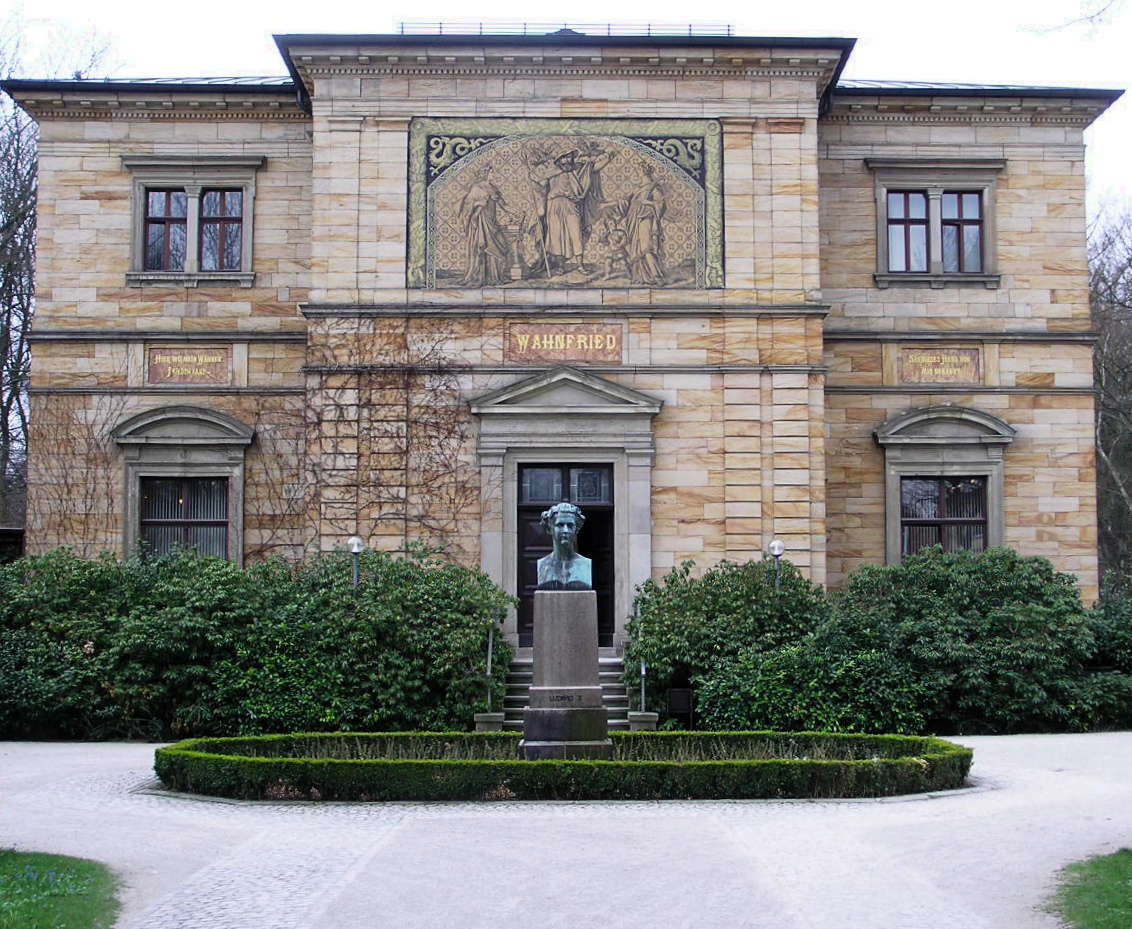
Das reale Haus Wahnfried

## Produktionsnotizen
Wahnfried entstand als deutsch-französische Film-Fernseh-Coproduktion von April bis Juli 1986 in Tribschen bei Luzern (Schweiz), Venedig (Italien) sowie in Baden-Baden und Umgebung wurde am 11. Juni 1987 in Wien uraufgeführt. Am 26. und 27. Dezember 1987 lief der Film in zwei jeweils anderthalbstündigen Teilen erstmals im deutschen Fernsehen (EinsPlus).
Wolfgang Bösken übernahm die Produktionsleitung, Peter Manhardt entwarf die Filmbauten, Heidi Melinc die Kostüme. Erich Leinsdorf und Pierre Boulez übernahmen die musikalische Leitung. Peter Schulze-Rohr war verantwortlicher Redakteur des produktionsbeteiligten SWF.

## Kritiken
Im Lexikon des Internationalen Films heißt es: „Ein sich weder um historische Einordnung noch um das authentische Einbeziehen des musikalischen Schaffens Wagners kümmernde Beschreibung ihres Innenlebens; eine Gratwanderung zwischen kunstvoll-künstlicher (Selbst-)Darstellung und Entlarvung des Banalen. In einer nicht immer überzeugenden Verquickung von Drama und Komödie wird eine Paarbeziehung beschrieben, die oftmals gleichzeitig lächerlich und anrührend wirkt.“
Im Film Archiv Austria heißt es: “Ehebruch und Liebesschwüre, Eifersucht und Prüderie, Treue und Genusssucht, Größenwahn und Kleinbürgertum - wie ein dissonantes Gesamtkunstwerk beschrieb der Schriftsteller und Kritiker Reinhard Baumgart Cosima und Richard Wagners Ehe-Szenen. In einer Verquickung von Drama und Komödie wird diese Paarbeziehung, die oftmals gleichzeitig lächerlich und anrührend wirkt, auch im Film regelrecht seziert. Mit Otto Sander als Faun-haftem Wagner und Tatja Seibt als dessen Herrin sowie mit dem Gespür für das Bizarre, das im Gewöhnlichen lauert, inszeniert Peter Patzak dieses Drama um den ‘genialen Schuft‘.”